# Мамочка и шлюха
«Мамочка и шлюха» (фр. La Maman et la Putain) — дебютный полнометражный фильм режиссёра Жана Эсташа (1973). Признаётся одной из художественных вершин французского кинематографа: так, журнал Cahiers du cinéma назвал его самым важным французским фильмом 1970-х.

## Сюжет
В центре сюжета — любовный треугольник: «мамочка» Мари — Александр — «путана» Вероника. Линия отношений Александра и Вероники отчасти списана с реальных отношений режиссёра фильма Жана Эсташа и актрисы Франсуазы Лебрюн.
Главный герой фильма — представитель поколения французской молодежи, пережившего весну 1968 года. Жан Эсташ попытался максимально приблизить фильм к реальной жизни, следуя уже сложившейся кинематографической традиции французской новой волны. Сюжет фильма не богат на резкие повороты или сложные перипетии. Психологические переживания, находящиеся в центре внимания режиссёра, передаются через долгие диалоги и монологи. Главный герой Александр (Жан-Пьер Лео) — разочарованный в жизни, тоскующий безработный, бывший бунтарь и участник майских восстаний 1968 года. Александр — воплощение разочарования, апатии, отчаяния и одиночества целого поколения молодежи, взбунтовавшегося против взрослых, капитализма и государства. Он — потерявшийся человек, не сумевший воплотить идеалы своей юности и променявший игру ума на игру слов.

## В ролях
- Бернадетт Лафон — Мари
- Жан-Пьер Лео — Александр
- Франсуаза Лебрюн — Вероника
- Изабель Вайнгартен — Жильберта

## Съёмочная группа
- Автор сценария и режиссёр: Жан Эсташ
- Оператор: Пьер Ломм